# دریای شهد

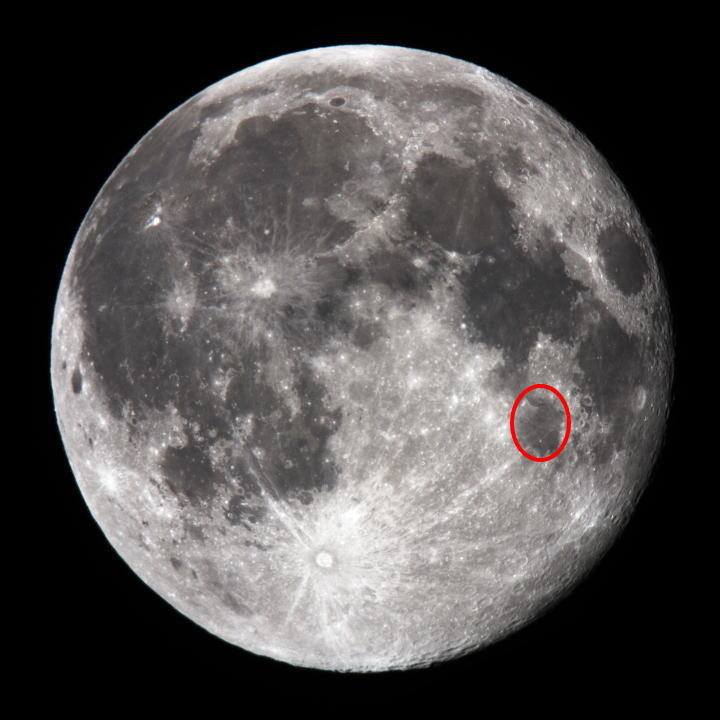
محل دریای شهد در کرهٔ ماه.

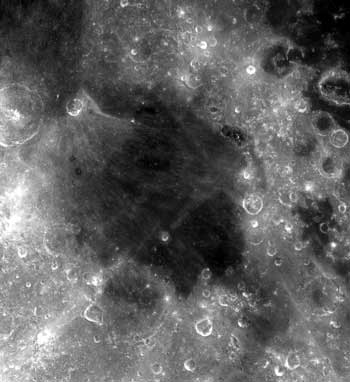
دریای شهد.

دریای شَهد (Mare Nectaris) یکی از دریاوارهای کوچک سطح کره ماه است.
دریاوارها پهنه‌هایی تاریک‌رنگ‌تر از پیرامون خود هستند که در اثر پخش گدازه‌های آتشفشانی بر روی سطح ماه پدید آمده‌اند.
دریای شهد میان دریای آسایش و دریای باروری واقع شده. کوه پیرنئوس (Montes Pyrenaeus) با غرب دریای شهد هم‌مرز است و دهانه بزرگی که در نزدیکی جنوب این دریا قرار دارد دهانه راس (Rosse crater) نامیده می‌شود.
مساحت دریای شهد ۱۰۱٬۰۰۰ کیلومتر مربع است و یکی از دره‌های دریای آسایش را تشکیل می‌دهد.